# Gateway Ridge
Gateway Ridge är en bergstopp i Antarktis. Den ligger i Västantarktis. Argentina, Chile och Storbritannien gör anspråk på området. Toppen på Gateway Ridge är 715 meter över havet.
Terrängen runt Gateway Ridge är kuperad österut, men västerut är den bergig. Havet är nära Gateway Ridge åt sydost. Trakten är obefolkad. Det finns inga samhällen i närheten.